# Тепидаријум
Тепидаријум (лат. tepidarium) или просторија са топлим кадама  једна је од просторија Римског купатила — терми чија је основна намена аклиматизација тела купача између хладних и врелих просторија и базена.

## Порекло назива
Тепидаријум или tepidarium је латинска реч настала од глагола tepeo (бити топао, млак). За ову просторију у купатилу користи се и израз cella media, због средишњег положаја просторије уоквиру купатила.

## Намена и карактеристике
Купач је користио тепидаријум за:
- прилагођавање температуре тела пре или после врелог базена,
- прање пред врело купање,
- седење на клупи у топлом простору
- масажу након купања (мада је за то понекад постојала и посебна просторија, ункторијум.
- пресвлачење — као свлачионица или салон у зимском периоду.

По свом архитектонском изгледу тепидаријум може бити различитог облика, оријентисана према југу или западу. Мањих је димензија од фригидаријума и калдаријума и углавном се налази између њих, мада се понекад налази и између аподитеријума или фригидаријума и сауне или судаторијума. 
Тепидаријум је могао имати једну или више када, које су углавном позициониране у за то посебно грађеним нишама. 
Таван тепидаријум је најчешће засвођен, а простор је првобитно био грејан уз помоћ мангала. Касније је загреван помоћу подног грејања (suspensura) и још касније, зидног грејања (tubulatio).
Витрувије у једном свом делу помиње да тепидаријуми треба да добијају светлост са северозапада или југа, јер се ове просторије најчешће користе у поподневним часовима, када је Сунце у зениту.